# Euryglossina cockerelli
Euryglossina cockerelli är en biart som beskrevs av Perkins 1912. Euryglossina cockerelli ingår i släktet Euryglossina och familjen korttungebin. Inga underarter finns listade i Catalogue of Life.

## Bildgalleri

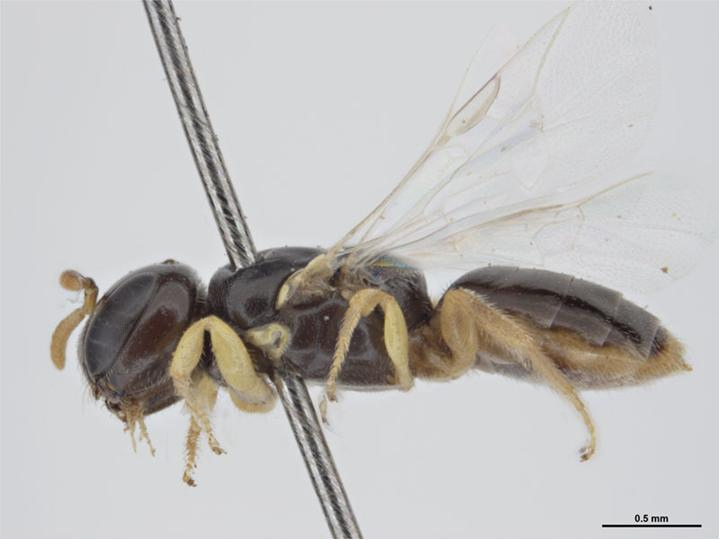
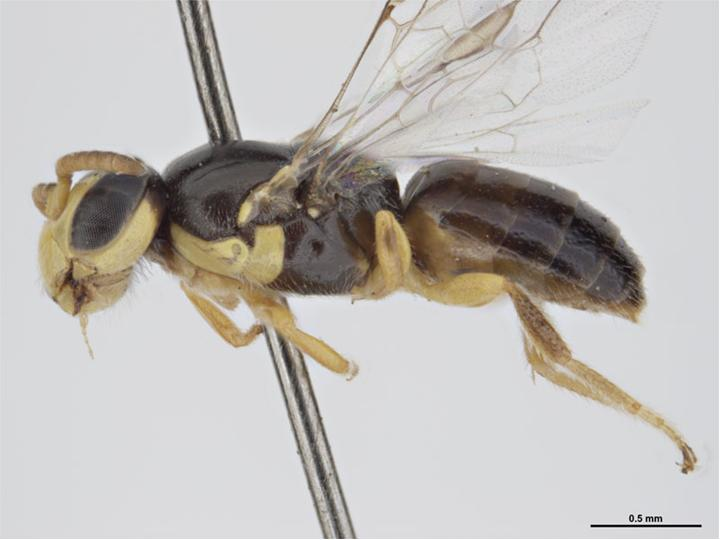